# Rhys Stephenson
Rhys Stephenson (Lewisham, Londres, 29 de octubre de 1993) es un presentador de televisión y actor británico. Ha presentado en CBBC desde 2016.

## Primeros años
Stephenson nació en Lewisham, Londres. Comenzó a protagonizar producciones teatrales escolares a la edad de diez años. Asistió a Oasis Academy Pinewood y más tarde a Bower Park Academy y a la Universidad de Westminster.

## Carrera
En 2013, Stephenson se unió al National Youth Theatre. Ha actuado en varios espectáculos con el Sydenham Arts Festival y ha aparecido en producciones como Alicia en el país de las maravillas y los pies de Jesús.
En 2013, comenzó su carrera como presentador durante su tiempo en la Universidad de Westminster cuando comenzó a trabajar con el canal de su universidad, la estación de televisión estudiantil Smoke TV, por la que ganó un premio de la Asociación Nacional de Televisión Estudiantil (NaSTA) al mejor hombre en pantalla. En 2016, se convirtió en presentador de CBBC. Desde entonces ha presentado Blue Peter y Saturday Mash-Up! y apareció en The Dengineers, Remotely Funny y Newsround.
Stephenson es embajadora de la organización benéfica de salud mental infantil Place2Be.
En agosto de 2021, Stephenson fue anunciado en Newsround como celebridad concursante de la decimonovena temporada de Strictly Come Dancing. Luego se reveló el 18 de septiembre que su pareja de baile sería la bailarina profesional Nancy Xu.